# رادیو تله‌تایپ

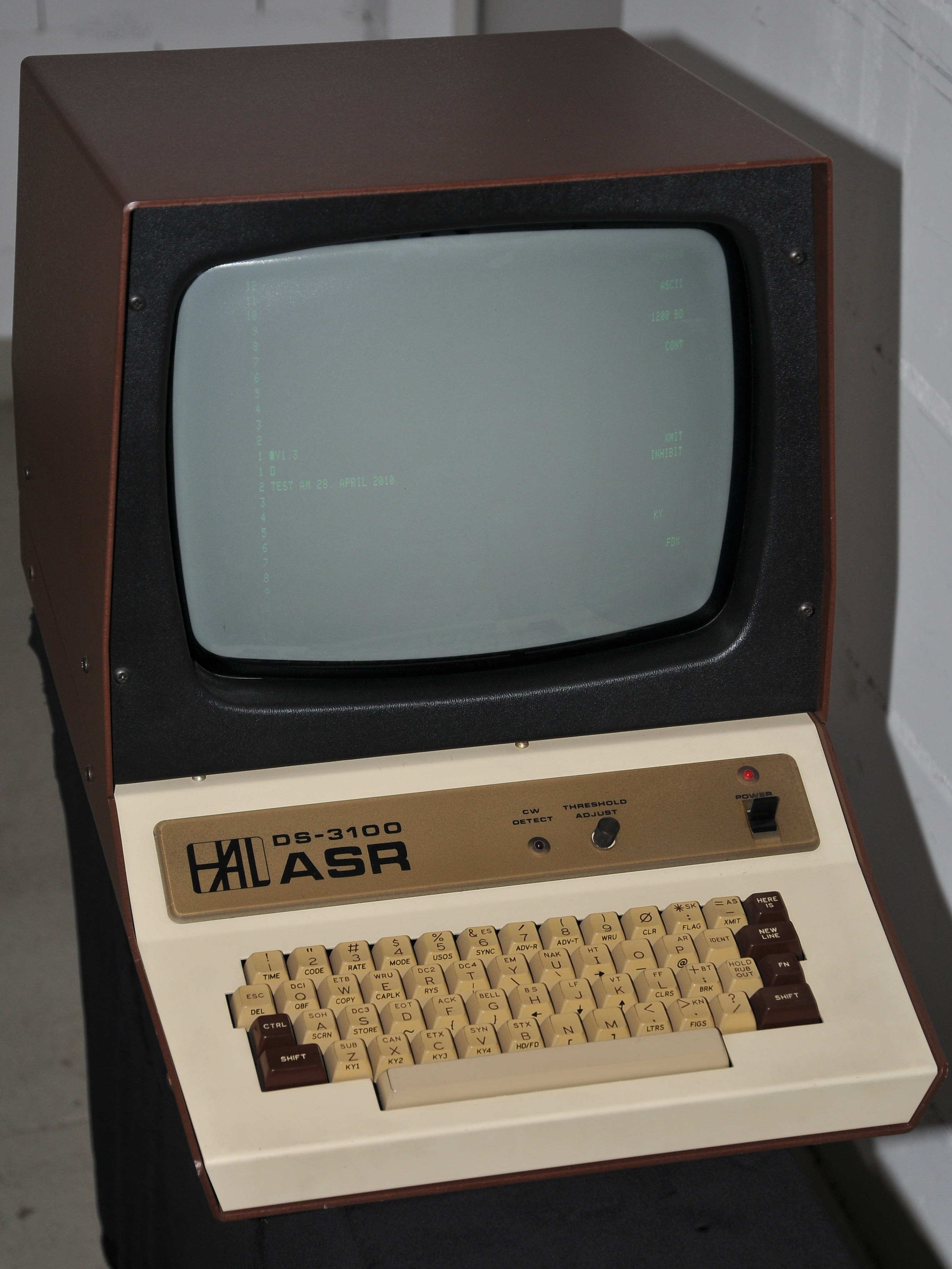
دستگاه تله تایپ

عملکرد تله تایپ ثابت در سال ۱۸۴۹شروع شد. وقتی که یک جریان درسرویس بین شهرهای فیلادلفیا و نیویورک گذاشته شد. امیل بادوت (emil baudot) سیستمی را با استفاده از۵واحد رمزی در۱۸۷۴ طراحی کرد که امروزه استفاده می‌شود. طراحی سیستم تله تایپ به تدریج تا آغاز جنگ جهانی دوم بهبود یافت که روش توزیع اصلی را با استفاده از سرویس‌های خبری ارائه کرد. تله تایپ رادیویی از این عملکردهای تله تایپ ثابت اولیه به دست آمده‌است. نیروی دریایی آمریکا با موفقیت تلگراف چاپی را بین یک خط هوایی و یک ایستگاه رادیویی زمینی در اوت ۱۹۲۲ امتحان کرد. مدتی بعد در همان سال شرکت رادیویی آمریکا تلگراف چاپی را با موفقیت از طریق ایستگاه رادیوییChathom maبه R.M.S Majesticامتحان کرد. یک اجرای اولیه از تله تایپ رادیویی watsongraphبود که بعد از مخترع دیترویتی گلن واتسون (glenn Watson)در مارس ۱۹۳۱ این‌گونه نامیده شد. سیستم هایRTTY بازرگانی در سرویس فعال بین سانفرانسیسکو و هنوولولو در آوریل ۱۹۳۲ و بین سانفرانسیسکو و نیویورک تا۱۹۳۴ بودند. ارتش آمریکا از تله تایپ رادیویی در دههٔ ۱۹۳۰ استفاده کرد و این استفاده را در طی جنگ جهانی دوم گسترش داد. نیروی دریایی تله تایپ رادیویی راRATT(تله تایپ اتوماتیک رادیویی) نامید و دستهٔ سیگنال ارتش تله تایپ رادیویی راSCRTخلاصه‌ای از تله تایپ رادیویی تک کانالی نامید. ارتش تکنولوژی تغییر کلید زدن متوالی را استفاده کرد و این تکنولوژی حتی در فواصل طولانی بسیار معتبر واقع شد. از دههٔ ۱۹۸۰ تله تایپ‌ها با کامپیوترهایی که نرم‌افزار تقلیدی تله تایپ را کنترل می‌کنند.

## مشخصات تکنیکی
سیستم تله تایپ رادویی اصلی یا(Boudot) تقریباً به‌طور ثابتی روی کد baudot یا الفبای ITA5بیتی بناشده‌است. لینک روی انتقال هم‌زمان کاراکتر با یک بیت شروع و۱و۱٫۵یا۲بناشده‌است. فرکانس انتقالی معمولاً FSK(F1B)است. گهگاه یک تنظیم سیگنال AFSKیک حامل(A2B,F2B)روی فرکانس‌های VHFیاUHFاستفاده می‌شود. سرعت انتقال استاندارد. ۴۵/۴۵و۵۰و۷۵و۱۰۰و۱۵۰و۳۰۰باود هستند. تغییرات حامل رایج ۸۵هرتز (روی فرکانس LFوVLF)170هرتزو۴۲۵هرتز و۴۵۰هرتز و۸۵۰هرتز هستند. اگرچه بعضی ایستگاه‌ها از تغییرات غیر استاندارد استفاده می‌کنند. انواع مختلفی از الفبای baudotبرای پوشش زبان‌های نوشته شده به روسی و عربی و یونانی و غیره بااستفاده از تکنیک‌های خاص وجود دارد.
بعضی ترکیبات از سرعت و تغییر برای سرویس‌های خاص با استفاده از سیستم تله تایپ رادیویی اصل استانداردسازی شده‌است.انتقالات رادیویی آماتور تقریباً همیشه ۴۵/۴۵باود-۱۷۰هرتز هستند اگرچه فعالیت ۷۵باود توسط BARTGبه شکل رقابت‌های ۴ساعته ارتقا یافته‌است. آماتورهای رادیویی باITA-5(ASC11 7بیتی)انتقالات الفبایی در۱۱۰باود-۱۷۰هرتز آزمایش شده‌است. سرویس‌های ارتشی NATOاز۷۵یا۱۰۰باود-۸۵۰هرتز استفاده کرد. تعدادی از ایستگاه‌های دریایی هنوز ازRTTYبدون پنهان کردن برای CARB(پخش دسترس‌پذیری کانال) استفاده می‌شود. سرویس‌های تجاری دیپلماتیک و آب وهوا۵۰–۴۲۵باود یا۴۵۰هرتزی را ترجیح می‌دهند. روسیه و در گذشته شوروی ارتباطات دریایی بازرگانی از۵۰باود-۱۷۰هرتزی استفاده کرد.انتقالات RTTYروی فرکانس‌های VLFوLFازیک تغییر محدود۸۵هرتزی به علت پهنای باند محدود آنتن‌ها استفاده می‌کند.